# 外皮系統
外皮系統包覆在生物體的表面，是生物體與外界環境的分界，並且保護生物體免受外來物的侵犯。以單細胞生物而言，外皮即是細胞膜及黏附在胞膜外的分泌物，然而，細菌則有細胞壁來維持細胞的形狀並提供保護。多細胞的無脊椎動物，其表皮大多為單層上皮黏細胞及附在胞膜外的分泌物。脊椎動物的外皮系統包括皮膚及皮膚衍生物。
外皮系統是動物最大的器官系統，除了保護的功能外，還有感覺、調節、分泌、排泄、呼吸、運動等功能，其中有關排泄的部分，也可歸類到排泄系統的一部分。

## 脊椎動物的外皮系統
脊椎動物的外皮系統包括皮膚及皮膚衍生物。皮膚是由表皮及真皮所組成。以哺乳類為例，表皮源自外胚層，位於皮膚淺表，為複層扁平上皮，從深到淺可分為四層，分別為基底層、棘細胞層、顆粒層、角質層。真皮源自中胚層，位於表皮下方，由致密性結締組織組成，可分為乳頭層、網狀層。真皮之下為皮下組織，由疏鬆結締組織及脂肪組織組成。
表皮及真皮均有皮膚衍生物。表皮衍生物包括腺體和表皮外骨骼。腺體有黏液腺、皮脂腺、汗腺、乳腺、氣味腺等；表皮外骨骼有角質鱗、喙、羽毛、毛、爪、蹄、指甲、洞角等。真皮衍生物包括骨質鱗、鰭條、骨板、鹿角等。

### 頭索動物：文昌魚
文昌魚的皮膚有表皮與真皮的分化。表皮由單層柱狀上皮構成，內有感覺細胞、單細胞腺體。幼體時，表皮外面生有纖毛。成體後，表皮角質化，形成一層薄的帶孔角質層（cuticle），纖毛消失。真皮不明顯，僅為一薄層不定形的膠狀結締組織，纖維和細胞很少。

### 尾索動物：海鞘
海鞘體壁最外層為厚而粗糙的被囊，成棕褐色，由外胚層細胞所分泌的半透明的基質構成，散佈著零星的細胞。

### 圓口綱：八目鰻
八目鰻的皮膚光滑無鱗片。表皮由複層上皮組成，內含單細胞腺體，可分泌黏液使身體黏滑。在口漏斗和舌端有角質齒，是表皮的衍生物。真皮為結締組織，包含膠原纖維和彈性纖維，內有星芒狀色素細胞，色素可移動而使體色產生深淺的變化。

### 魚類
以鱒魚為例，皮膚分為很薄的表皮和較厚的真皮。表皮為複層扁平細胞組成，有的含角質蛋白，表皮中有黏液腺，有些魚類分泌的黏液具有很強吸著力，可使濁水中的泥沙沉澱。真皮中含有結締組織纖維、神經、色素胞、鱗片。鱗片為前後疊接的硬骨性薄板，掩在皮膚下方，露出的部分有色素細胞，能控制體色。鱗片中的硬骨質時時被破骨細胞吸收，而形成環紋，能藉此判定魚的年齡。